# Archie MacDonald
Donald Archibald "Archie" MacDonald (Teangue, Reino Unido, 23 de febrero de 1895-Inverness, 5 de mayo de 1965) fue un deportista británico especialista en lucha libre olímpica donde llegó a ser medallista de bronce olímpico en París 1924.

## Carrera deportiva
En los Juegos Olímpicos de 1924 celebrados en París ganó la medalla de bronce en lucha libre olímpica estilo peso pesado, tras el estadounidense Harry Steel (oro) y el suizo Henri Wernli (plata).